# 女体神社 (春日部市梅田)
女体神社（にょたいじんじゃ）は、埼玉県春日部市の神社。

## 歴史
901年（延喜元年）に創建された。当時、村内では若くして夭折する子供が多かったことを「織部」という人物が憂い、無事成長を祈願するために国産みの神である伊弉冉尊を祭神とする神社を創設した。
1622年（元和8年）、江戸幕府第2代将軍徳川秀忠の日光社参に際し、秀忠の参詣と金千疋の下賜の栄誉を受けた。これにより、多くの参詣者が秀忠にあやかって訪れるようになったという。

## 交通アクセス
- 春日部駅より徒歩14分。